# 시아첸 빙하

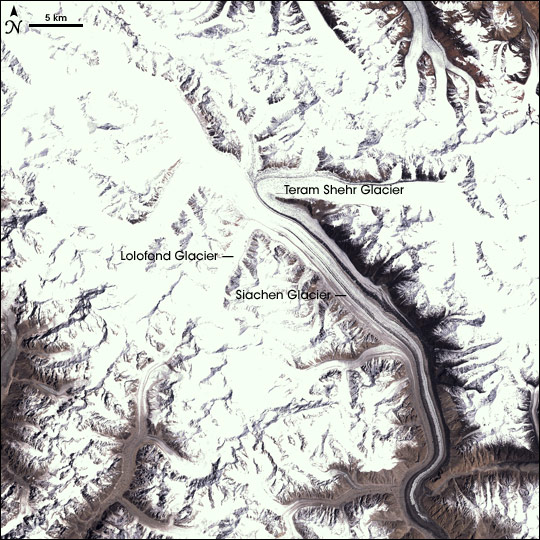
시아첸 빙하의 위성사진

시아첸 빙하(힌디어: सियाचेन, 우르두어: سیاچین)는 카라코람산맥 동부에 위치한 빙하이다. 카슈미르 분쟁을 통해 인도와 파키스탄 군이 접하는 최전선이다. 인도 측에서는 잠무 카슈미르 연방 직할지, 파키스탄 측에서는 길기트발티스탄에 해당한다.

## 개요
1909년 영국인 톰 롱스태프가 발견하여, 현지 이름으로 장미를 의미하는 시아첸이라고 명명했다. 전체 길이는 70km에 이르며, 북극을 제외하고 타지키스탄의 펫첸코 빙하(77km)에 이어 세계에서 2번째로 길다.